# Kráľová pri Senci
Kráľová pri Senci (slowakisch zwischen 1920 und 1960 „Kráľová“; deutsch Königseiden, ungarisch Királyfa) ist eine Gemeinde im Bratislavský kraj in der Westslowakei.

## Geographie

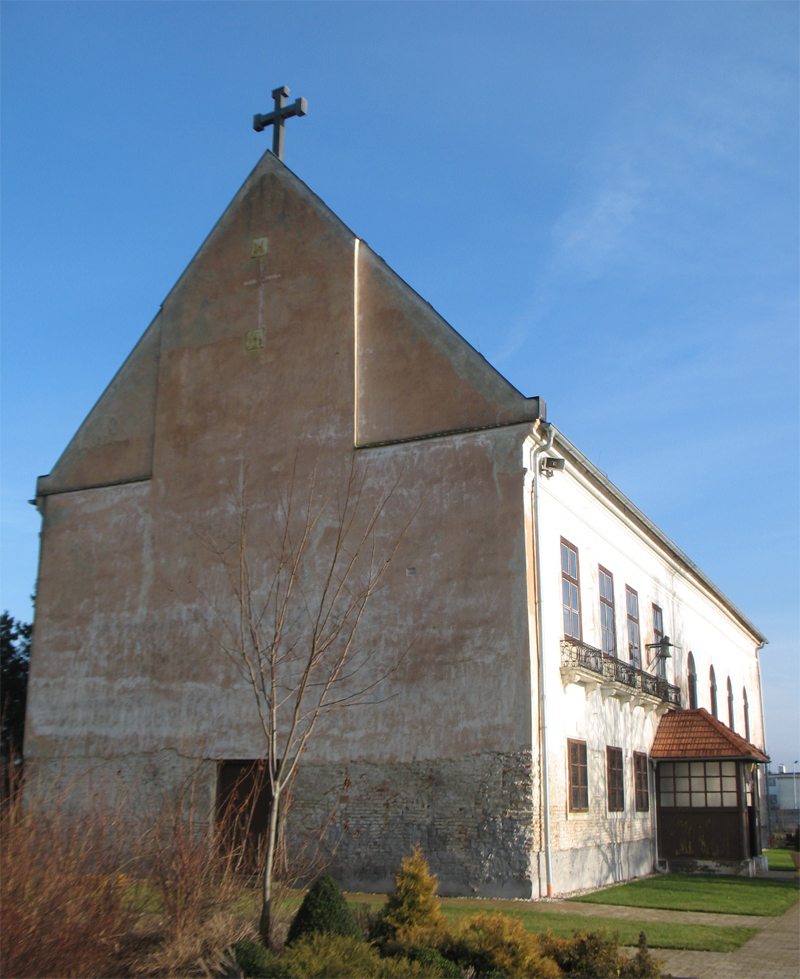
Turmlose Kirche von Kráľová pri Senci

Die Gemeinde liegt im Donautiefland an beiden Ufern des Flusses Čierna voda. Die Stadt Senec liegt 6 km nach Nordwesten, während die Hauptstadt Bratislava liegt 26 km nach Westen.
Die beiden ehemaligen Dorfkerne bilden noch die Ortsteile Kráľová und Krmeš.

## Geschichte
Die früheste schriftliche Erwähnung für den Gemeindeteil Krmeš erfolgte im Jahr 1245 als Kermesd, der im Mittelalter Besitz der Pressburger Kapitel war. Für den Gemeindeteil Kráľová stammt die erste Erwähnung aus dem Jahr 1335 als villa Regia (königliches Dorf). Es war so benannt, weil es im königlichen Besitz war und schon im Jahr 1421 wird dort ein Jagdschloss erwähnt, das ein beliebter Ort sowohl von Sigismund von Luxemburg und Matthias Corvinus war.
1712–15 wurde hier von Pálffys ein bestehendes Landschloss im Barockstil umgebaut, welches einen französischen Garten und englischen Park umfasste. Diese wurden mit einer hölzernen, seit 1904 einer steinernen Sezession-Brücke über die Čierna voda verbunden. Nach dem Tod des letzten Besitzers verfiel das Landschloss langsam, bis es im Zweiten Weltkrieg zerstört wurde. Heute sind nur die Kapelle und die Brücke erhalten geblieben.
Nach 1863 wurde der bis dahin selbstständige Ort Opátsky Krmeš (damals ungarisch Apácakörmösd) nach Krmeš eingemeindet.
Bis 1918 gehörten beide Orte im Komitat Pressburg zum Königreich Ungarn, danach kamen sie zur neu entstandenen Tschechoslowakei. Auf Grund des Ersten Wiener Schiedsspruches gehörten sie 1938–45 noch einmal zu Ungarn.
Die heutige Gemeinde entstand in ihrer jetzigen Form 1943 durch die Eingemeindung der Gemeinde Krmeš (deutsch Groß-Körmöschd älter Groß Kermescht, ungarisch Papkörmösd) in den damals nur Kráľová bzw. ungarisch Királyfa genannten Ort.
Heute ist die Gemeinde als Zentrum der slowakischen Bienenzucht bekannt. Im Ort befindet sich im Areal des Kultur- und Bildungszentrums der slowakischen Imker ein Imker-Museum.

## Bevölkerung
| Jahr                | 1994 | 2004    | 2014     | 2024     |
| ------------------- | ---- | ------- | -------- | -------- |
| Anzahl der Personen | 1395 | 1426    | 1800     | 2308     |
| Unterschied         |      | +2,22 % | +26,22 % | +28,22 % |

| Jahr                | 2023 | 2024    |
| ------------------- | ---- | ------- |
| Anzahl der Personen | 2321 | 2308    |
| Unterschied         |      | −0,56 % |

## Kultur
- Siehe auch: Liste der denkmalgeschützten Objekte in Kráľová pri Senci